# Ducado de Nysa
El Ducado de Nysa (en polaco: Księstwo Nyskie, en checo: Niské knížectví) o Ducado de Neisse (en alemán: Herzogtum Neisse) era uno de los ducados de Silesia con su capital en Nysa en la Baja Silesia. Junto al ducado de Siewierz, era el único ducado eclesiástico de la región de Silesia, siendo gobernado por un obispo de la Iglesia católica. Actualmente sus territorios se dividen entre Polonia y la República Checa.

## Historia

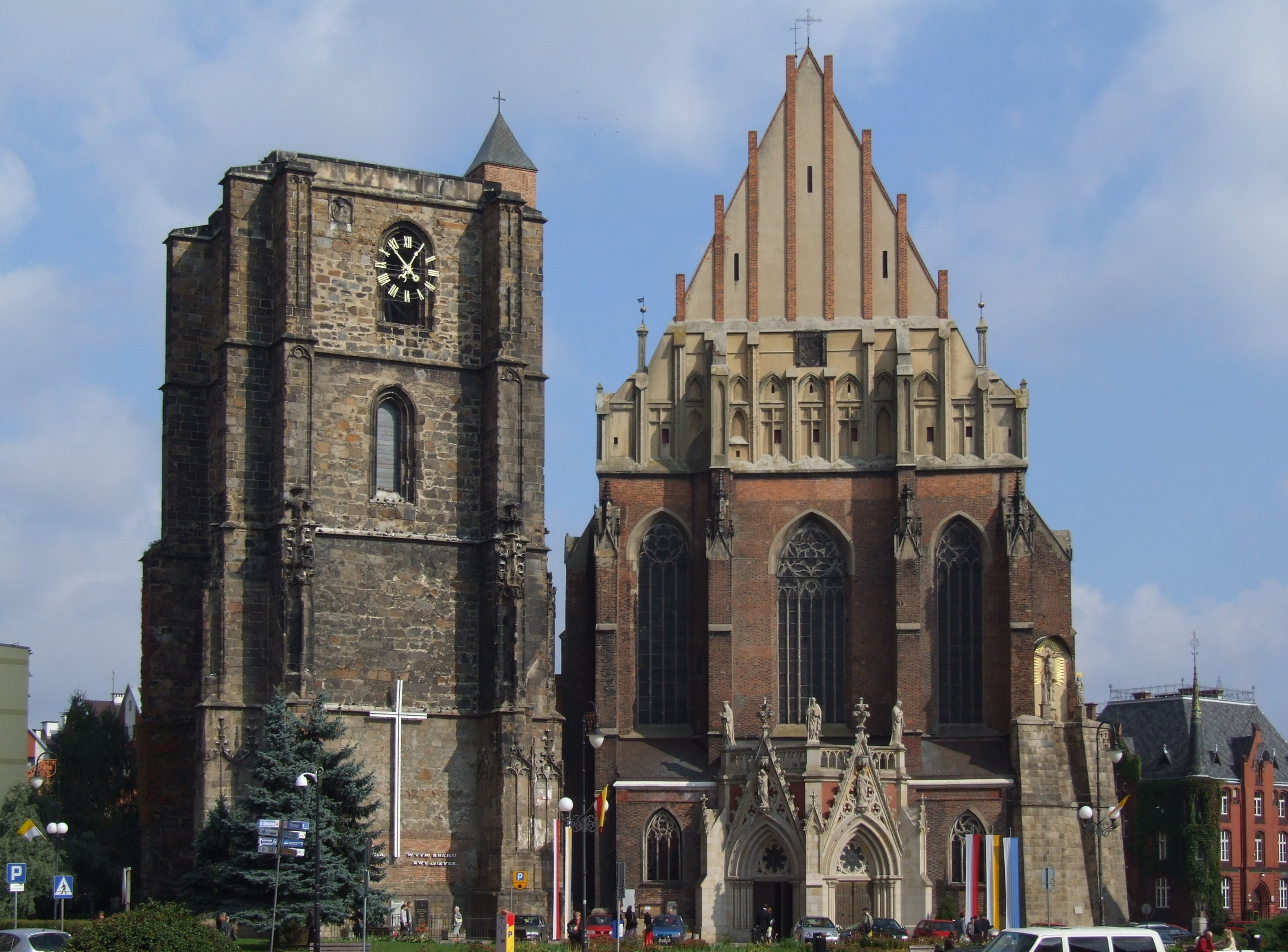
Catedral de Nysa.

Con su elección como obispo de Breslavia en 1198, Jaroslav de Opole, hijo mayor del duque silesio Boleslao I el Alto, recibió los territorios alrededor de la ciudad de Nysa (en alemán: Neisse) de su padre. Después de la muerte de Jaroslav en 1201, su hermanastro el duque Enrique I el Barbudo de Silesia decidió abandonar Nysa, así como la castellanía de Otmuchów, bajo el control de la Diócesis de Breslavia, mientras que el resto de los territorios en la Alta Silesia de Jaroslav fueron anexionados por su tío Miecislao IV Piernas Torcidas al año siguiente. En 1290 Enrique IV el Justo, duque de Baja Silesia en Breslavia, les dio a los obispos privilegios de autonomía sobre sus territorios de Nysa, creando la base legal para el Ducado de Nysa. Enrique de Wierzbna, obispo de Breslavia de 1302 a 1319, fue el primero en utilizar realmente el título de duque de Nysa.

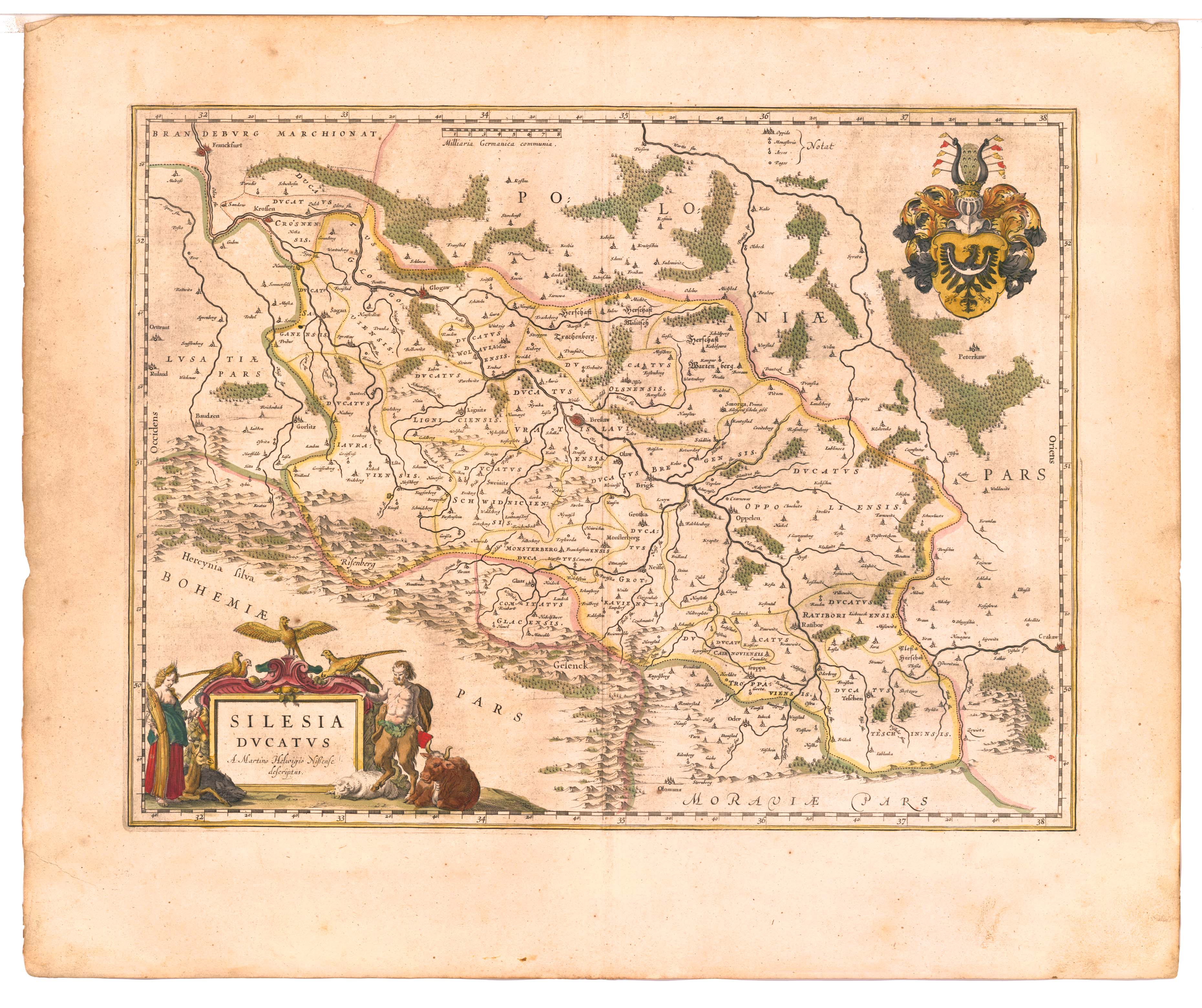
Mapa de Silesia por Martin Helwig, nativo de Nysa, publicado en 1645 en Atlas novus de Willem y Joan Blaeu. El Ducado de Nysa (aquí representado como DVCATUS GROTKAVIENSIS) se extiende hasta Jeseník (Freiwaldau) en el sur y hasta Osoblaha (Hotzenplotz) en el este.

El ducado en su forma original solo duró hasta 1335, cuando Silesia pasó al Reino de Bohemia en virtud del Tratado de Trentschin. En 1342 el obispo Przecław de Pogorzeli juró lealtad al rey Juan el Ciego y acto seguido desempeñó un papel vital en las negociaciones que condujeron a la firma del Tratado de Namslau de 1348 entre el sucesor de Juan, Carlos IV y el rey Casimiro III el Grande de Polonia. Pogorzeli también amplió significativamente su territorio con la adquisición de Grodków (Grottkau) del duque Boleslao III el Generoso de Brzeg en 1344. Durante los doscientos años siguientes, los habitantes polacos, checos y alemanes de Nysa-Grodków vivieron en relativa armonía, incluso en los inicios de la Reforma, a pesar de que el control de la región cambiaba entre señores protestantes y católicos. Esto terminó con la guerra de los Treinta Años.
El episcopado fue abandonado por los obispos durante las guerras de Silesia. Tras la primera guerra silesia, el Tratado de Breslavia de 1742 dividió el principado: la parte septentrional, más grande (1231 km²) y que incluyó la ciudad de Nysa, pasó a formar parte del Reino de Prusia y la meridional, menor (900 km²), permaneció en poder austriaco, dentro del Reino de Bohemia. En 1810 la parte prusiana fue secularizada, su autonomía suprimida y fue incorporada a la Provincia Silesia prusiana. La pequeña parte que permaneció dentro del Imperio austriaco fue igualmente secularizada e incorporada a los territorios de la Corona de la Silesia austríaca en 1850; luego pasó a ser parte de la Silesia Checa.